# Don espiritual
No confundir con el crisma.
Para los dones enumerados en Isaías 11:2-3, véase Siete dones del Espíritu Santo. Para saber cómo el mormonismo considera los dones espirituales, véase Dones del Espíritu en el mormonismo.

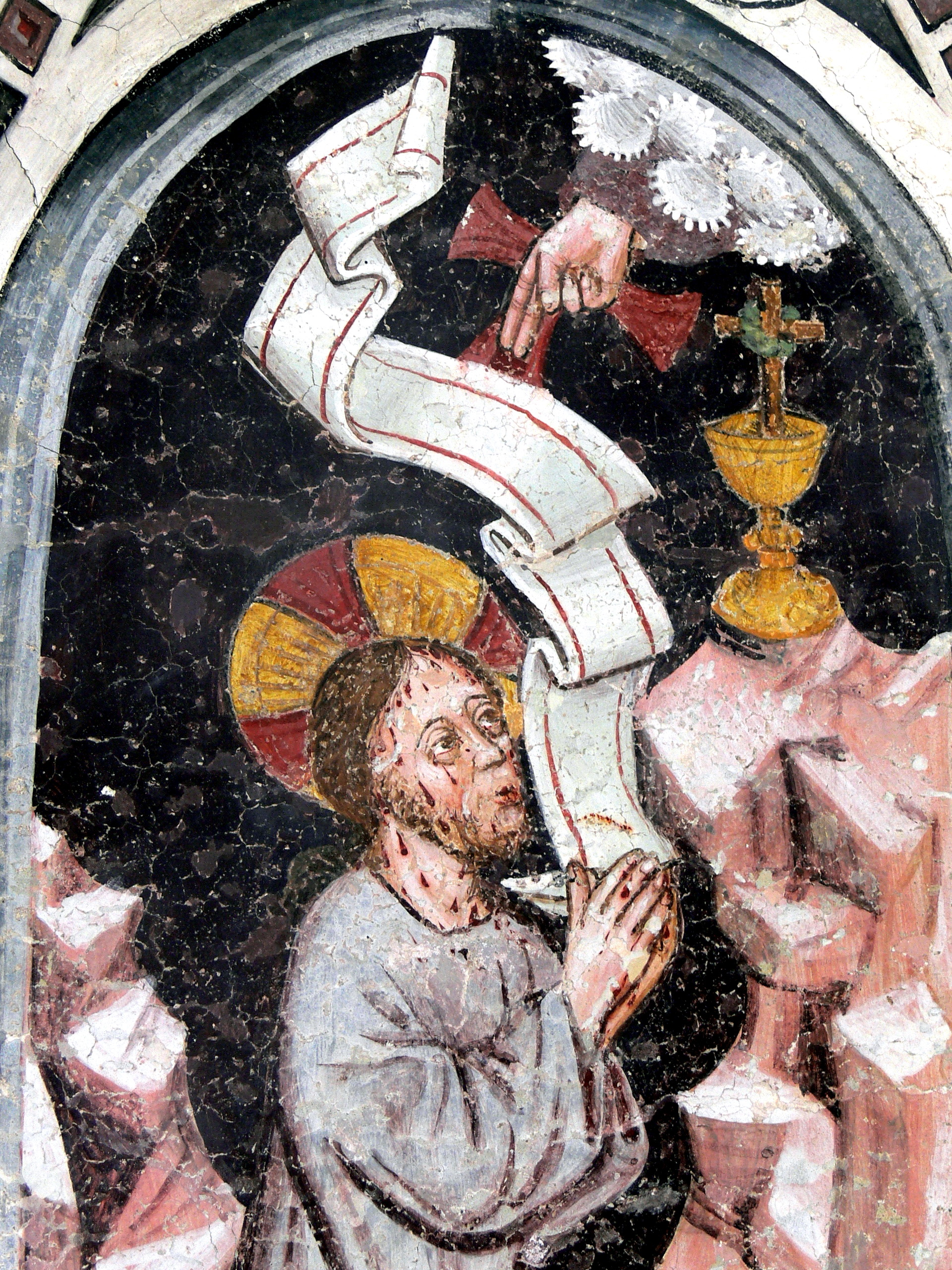
El término carisma designa todo don bueno que brota del amor benevolente de Dios

Un don espiritual o carisma (plural: carismas o charismata; en griego singular: χάρισμα charisma, plural: χαρίσματα charismata) es un poder extraordinario otorgado por el Espíritu Santo. Los seguidores creen que son gracias sobrenaturales (Timoteo 4:14) que los cristianos necesitan para cumplir la misión de la Iglesia. En el sentido más estricto, es un término teológico para las gracias extraordinarias concedidas a los cristianos para el bien de los demás y se distingue de las gracias concedidas para la santificación personal, como los Siete Dones del Espíritu Santo y el fruto del Espíritu Santo.
Estas capacidades, a menudo denominadas "dones carismáticos", son la palabra de conocimiento, el aumento de la fe, los dones de curación, el don de milagros, la profecía, el discernimiento de espíritus, los géneros de lenguas, la interpretación de lenguas. A estos se añaden los dones de apóstoles, profetas, maestros, auxilios (relacionados con el servicio a los pobres y enfermos) y gobiernos (o capacidad de liderazgo) que están relacionados con determinados cargos en la Iglesia. Estos dones son dados por el Espíritu Santo a individuos, pero su propósito es edificar a toda la Iglesia. Se describen en el Nuevo Testamento, principalmente en 1 Corintios 12, Romanos 12, y Efesios 4, 1 Pedro 4 también toca el tema de los dones espirituales.
Los dones están relacionados tanto con habilidades aparentemente "naturales" como con habilidades aparentemente más "milagrosas", potenciadas por el Espíritu Santo. Las dos principales posturas teológicas opuestas sobre su naturaleza son que cesaron hace mucho tiempo o que continúan (Cesacionismo versus Continuacionismo).

## Perspectiva bíblica y teológica
El Nuevo Testamento contiene varias listas de dones espirituales, la mayoría en las epístolas paulinas. Aunque cada lista es única, hay solapamientos.
| Romanos 12:6-8                                                                 | 1 Corintios 12:8-10 | 1 Corintios 12:28-30                                                                               | Efesios 4:11                                          | 1 Pedro 4:11                          |
| ------------------------------------------------------------------------------ | --- | -------------------------------------------------------------------------------------------------- | ----------------------------------------------------- | ------------------------------------- |
| - Profecía - Servir - Enseñanza - Exhortación - Dar - Liderazgo - Misericordia | - Palabra de sabiduría - Palabra de conocimiento - Fe - Dones de curación - Milagros - Profecía - Distinción de espíritus - Lenguas - Interpretación de las lenguas | - Apóstol - Profeta - Maestro - Milagros - Tipos de curaciones - Ayudas - Administración - Lenguas | - Apóstol - Profeta - Evangelista - Pastor - Profesor | - Quien habla - Quien presta servicio |

Los cristianos creen que los carismata fueron predichos en el Libro de Joel (2:28) y prometidos por Cristo (Evangelio de Marcos 16:17-18). Esta promesa se cumplió el día de Pentecostés y en otros lugares a medida que la Iglesia se extendía. Para corregir los abusos relativos a los dones espirituales en Corinto, Pablo dedicó mucha atención a los dones espirituales en su Primera Epístola a los Corintios (capítulos 12-14).
En 1 Corintios 12, dos términos griegos se traducen como "dones espirituales". En el versículo 1, se utiliza la palabra pneumatika ("espirituales" o "cosas del Espíritu"). En el versículo 4, se utiliza carisma. Esta palabra deriva de la palabra charis, que significa "gracia". En los versículos 5 y 6, se utilizan las palabras diakonia (traducidas como "administraciones", "ministerios" o "servicio") y energemata ("operaciones" o "trabajos") para describir la naturaleza de los dones espirituales. En el versículo 7, se emplea el término "manifestación (phanerosis) del Espíritu".
A partir de estos pasajes de las Escrituras, los cristianos entienden que los dones espirituales son habilidades o capacidades otorgadas divinamente a los individuos. Puesto que Dios los concede gratuitamente, no pueden ganarse ni merecerse. Aunque actúan a través de los individuos, son operaciones o manifestaciones del Espíritu Santo, no de la persona dotada. Deben utilizarse en beneficio de los demás y, en cierto sentido, se conceden a la Iglesia en su conjunto más que a los individuos. Hay diversidad en su distribución-un individuo no poseerá todos los dones. El propósito de los dones espirituales es edificar (construir), exhortar (animar) y confortar a la iglesia.
Generalmente se reconoce que Pablo no enumeró todos los dones del Espíritu, y muchos creen que hay tantos dones como necesidades en el cuerpo de Cristo. A veces se han organizado los dones en categorías distintas basadas en sus similitudes y diferencias con otros dones. Algunos los dividen en tres categorías utilizando los oficios del Antiguo Testamento. Los dones "proféticos" incluyen cualquier don que implique enseñar, animar o reprender a otros. Los dones "sacerdotales" incluyen mostrar misericordia y cuidar de los necesitados o implican intercesión ante Dios.Los dones "reales" son los que tienen que ver con la administración o el gobierno de la Iglesia.  "Otros los clasifican en "dones de conocimiento" (palabra de sabiduría, palabra de conocimiento, distinguir entre espíritus), "dones de palabra" (lenguas, interpretación, profecía), y "dones de poder" (fe, sanidad, milagros). Los dones también han sido categorizados como aquellos que promueven el crecimiento interno de la iglesia (apóstol, profecía, distinción entre espíritus, enseñanza, palabra de sabiduría/conocimiento, ayuda y administración) y aquellos que promueven el desarrollo externo de la iglesia (fe, milagros, sanidad, lenguas, interpretación de lenguas).
Los defensores del cesacionismo distinguen entre los dones "extraordinarios", "milagrosos" o "de señales" (como la profecía, las lenguas y la sanación) y los demás dones. El cesacionismo es sostenido por algunos protestantes, especialmente de tradición calvinista, que creen que los dones milagrosos y sus operaciones se limitaron al cristianismo primitivo y "cesaron" después. Otros protestantes, incluyendo luteranos, metodistas, pentecostales y carismáticos, se adhieren a la posición continuacionista, creyendo que todos los dones espirituales son distribuidos entre los cristianos por el Espíritu Santo y que son normativos en la cristiandad contemporánea. Además, el catolicismo romano y la Iglesia ortodoxa oriental también siguen creyendo en todos los dones espirituales y haciendo uso de ellos.

## Descripciones
Apóstol: El título de apóstol procede de la palabra griega apostolos, que significa "un mensajero, alguien enviado con órdenes". Se refiere a alguien en quien otro ha delegado autoridad en tierra extranjera. Los apóstoles fueron los primeros líderes de la Iglesia; Jesús les encargó iniciar y dirigir la predicación del Evangelio. Aunque muchos cristianos están de acuerdo en que el título de apóstol está reservado a los que pertenecen a la primera generación de cristianos, muchas denominaciones cristianas siguen reconociendo de una forma u otra un ministerio apostólico continuado. Muchas iglesias, como la Iglesia Católica Romana y las Iglesias Ortodoxas Orientales, creen en la doctrina de la sucesión apostólica, que sostiene que los obispos debidamente ordenados son los sucesores de los apóstoles. Sólo los obispos tienen el carisma cierto de la verdad (en latín: charisma veritatis certum), que es la facultad de establecer indubitadamente una verdad en materia de fe o moral o relativa a la Sagrada Escritura. Otros grupos cristianos, como los pentecostales clásicos, consideran que el papel de misionero es el cumplimiento de un ministerio apostólico. Sin embargo, hay algunos cristianos que abogan por restaurar el ministerio quíntuple, incluido el reconocimiento formal del oficio de apóstol. Otros afirman que el oficio ya no existe.
Profeta: En el Nuevo Testamento, el oficio de profeta consiste en equipar a los santos para la obra de servicio mediante la exhortación, la edificación y la consolación (1 Corintios 12:28; 1 Corintios 14:3 Efesios 4:11). El don correspondiente al profeta es la profecía. La profecía es "informar de algo que Dios trae espontáneamente a tu mente". Muchos, en particular pentecostales y carismáticos, distinguen entre el "oficio de profeta" y el "don de profecía", creyendo que un cristiano puede poseer el don de profecía sin tener el oficio profético.
La profecía se ha dirigido al entendimiento humano "el que profetiza habla a los hombres", Cor 14,1-25. El profeta "edifica a la Iglesia" (14:4).
Evangelista: Un evangelista es alguien que se dedica a predicar el Evangelio. En el Nuevo Testamento, los evangelistas predicaban de ciudad en ciudad, de iglesia en iglesia.
Pastor: Este término deriva de una palabra griega que significa "pastor". En teoría, los pastores están dotados para dirigir, guiar y dar ejemplo a otros cristianos. La estructura gramatical de Efesios 4:11 lleva a muchos a concluir que maestro y pastor deberían considerarse un solo término (pastor-maestro). Aun así, los dos términos no son intercambiables; mientras que todos los pastores son maestros, no todos los maestros son pastores. Los dones pastorales incluyen la integridad y la compasión.
Maestro: Alguien que dedica su vida a predicar y enseñar la fe cristiana. Cuando Dios proporciona la enseñanza a la Iglesia, en realidad se le conceden dos dones: a la Iglesia se le da un maestro y, junto con el maestro, una capacidad divina para enseñar.
Servicio: La palabra traducida como "ministerio" es diakonia, que también puede traducirse como "servicio". Dado que hay muchos tipos de ministerios y de servicio a la Iglesia, esto describe entonces una amplia gama de dones más que un don único.
Exhortación: La capacidad de motivar a los cristianos "a la paciencia, al amor fraterno y a las buenas obras".
Dar: Los que poseen este don comparten sus posesiones con los demás con una generosidad extraordinaria. Aunque todos los cristianos deben ser generosos, los que poseen este don irán más allá de la generosidad normal.
Liderazgo: Este don se refiere a las diversas funciones de liderazgo que existen en la Iglesia. Aunque muchos piensan que funciones como la administración, la gestión de fondos, la planificación de estrategias, etc., están fuera del ámbito sobrenatural, en realidad las personas que ocupan estos cargos tienen tanta necesidad de poder sobrenatural como los ministros del Evangelio. Algunos autores consideran que los dones de gobierno y liderazgo son el mismo don, pero otros los consideran estrechamente relacionados, aunque diferentes.
Misericordia: Posiblemente idéntico al don de ayudas, el misericordioso posee un ministerio de visita, oración y compasión hacia los pobres y enfermos.
Palabra de sabiduría: Expresión o mensaje de sabiduría concedido sobrenaturalmente a un individuo. Para Pablo, la sabiduría se refiere "al conocimiento de los grandes misterios cristianos: la Encarnación, la Pasión y la Resurrección de Cristo, y la inhabitación en el creyente del Espíritu de Dios (1 Corintios 2; Efesios 1:17)".
Palabra de conocimiento: A menudo se dice que el conocimiento al que se hace referencia está relacionado con la comprensión de la doctrina cristiana o de la verdad bíblica. A veces se dice que está relacionado con el ministerio de los maestros.
La fe: Se refiere a esa fe fuerte o especial "que remueve montañas, expulsa demonios (Mateo 17:19-20) y afronta el martirio más cruel sin inmutarse". Se distingue de la fe cristiana "salvadora" y "normal".
Dones de sanidad: La capacidad de ministrar sanidad a otros de forma sobrenatural. El plural indica la variedad de enfermedades que se curan y las muchas formas que adopta el don, como la curación por unción con aceite, por imposición de manos, por decir el nombre de Jesús o por la señal de la cruz.
Obrar milagros: Realización de hechos que superan la capacidad humana ordinaria por el poder del Espíritu Santo.
Visiones. Una efusión de este don está profetizada en Joel 2:28 y Hechos 2:17 muestra que los primeros cristianos creían que esta profecía se cumplió el día de Pentecostés. Las visiones tienden a ser experiencias más privadas que los otros dones. Algunos investigadores amplían la definición de visiones para incluir una presencia fuertemente sentida.
Discernimiento de espíritus: La capacidad de discernir, distinguir o discriminar la fuente de una manifestación espiritual: si emana de un espíritu bueno o malo. Parece que se asociaba especialmente con la profecía, ya que sería necesario saber si una expresión profética estaba verdaderamente inspirada por Dios.
Lenguas: La habilidad sobrenatural de hablar una lengua no aprendida. Pablo parece haber distinguido entre el uso público del don (que siempre debe ser interpretado) y el uso privado que era para el fortalecimiento espiritual de uno mismo. Actualmente entre los cristianos hay una disputa sobre si las lenguas eran/son siempre xenoglosia (hablar una lengua humana no aprendida) o si también incluía/incluye glosolalia (hablar una lengua no aprendida y supuestamente no humana de origen celestial o angelical).
Interpretación de lenguas: Este don debe seguir siempre al ejercicio público. En 1 Corintios 14, el apóstol Pablo exigió que todo discurso en el culto cristiano fuera inteligible. Esto requería que el discurso dado en una lengua desconocida fuera interpretado en la lengua común de los cristianos reunidos.
Ayuda: Este don tiene que ver con el servicio a los enfermos y a los pobres. Los poseedores de este don tienen una "carga espiritual y un amor dado por Dios a los necesitados y afligidos".
Administración: También llamado el don de gobernar, la palabra griega traducida "gobiernos" es kubernesis, cuya forma verbal significa "dirigir" o "ser timonel". Este don se refiere, pues, a la capacidad dada por Dios para dirigir o guiar a la Iglesia a través de tormentas y mares difíciles.

## Otros dones espirituales
Aunque no están específicamente definidos como dones espirituales en la Biblia, otras habilidades y capacidades han sido consideradas como dones espirituales por algunos cristianos. Algunos se encuentran en el Nuevo Testamento como:
- Celibato (1 Corintios 7:7)[42]
- Hermandad[43]
- Hospitalidad (1 Pedro 4:9-10)[44]
- Intercesión (Romanos 8:26-27)[44]
- Matrimonio (1 Corintios 7:7)[45]
- Testimonio (eficaz) (Hechos 1:8, 5:32, 26:22, 1 Juan 5:6)[44]

Otras se encuentran en el Antiguo Testamento, como:
- Trabajo artesanal (como las habilidades especiales otorgadas a los artesanos que construyeron el Tabernáculo en Éxodo 35:30-33)[44]
- Interpretación de los sueños (por ejemplo, José y Daniel) en Génesis 43-50, Daniel 2
- Componer música, poesía y prosa espiritual[44]

## Significado social
La palabra también se utiliza en circunstancias seculares dentro de la psicología social. En ese contexto, el carisma se define como la influencia personal sobre otras personas, individualmente o como grupo.
Las órdenes religiosas (incluidas las anglicanas, católicas, luteranas y metodistas) utilizan la palabra "carisma" para describir su orientación espiritual y cualquier característica especial de su misión o valores que puedan mostrar como resultado de los votos que han hecho y la orientación de la orden a la que pertenecen. Un ejemplo podrían ser las obras de una orden docente comparadas con las de una orden misionera o una dedicada al cuidado de los pobres o los enfermos y los necesitados de ayuda.